# 永熙 (北魏)
永熙（えいき）は、南北朝時代の北魏において、孝武帝の治世に使用された元号。532年12月-534年12月。

## 西暦・干支との対照表
| 永熙 | 元年  | 2年   | 3年   |
| 西暦 | 532年 | 533年 | 534年 |
| 干支 | 壬子  | 癸丑  | 甲寅  |